# بلوشستان (أفغانستان)
بلوشستان (بالبلوشية: گۏریچی بلۏچستان) أو بلوشستان الأفغانية هي منطقة جافة جبلية تشمل جزءًا من جنوب وجنوب غرب أفغانستان. تمتد إلى جنوب شرق إيران وغرب باكستان وتسمى على اسم البلوش في أفغانستان. 